# Пам'ятка архітектури та містобудування Слов'янська
Пам'ятка архітектури та містобудування Слов'янська — статус об'єкта культурної спадщини в межах міста Слов'янськ Донецької області. Надаєтся рішенням голови Донецької обласної державної адміністрації або Слов'янської міської ради. Перший статус надано у 1983 році.

## Перелік пам'яток архітекрури та містобудування
| №  | Назва об'єкта                                         | Датування        | Місцезнаходження         | Дата набуття статусу | Зображення |
| -- | ----------------------------------------------------- | ---------------- | ------------------------ | -------------------- | ---------- |
| 1  | Лабораторний корпус міської лікарні                   | 1812 рік         | вул. Тараса Шевченка, 33 | 11 травня 1999 року  |            |
| 2  | Будинок міської лікарні                               | 1901 рік         | вул. Тараса Шевченка, 31 | 11 травня 1999 року  |            |
| 3  | Будинок міського банку                                | 1900 рік         | вул. Тараса Шевченка, 10 | 11 травня 1999 року  |            |
| 4  | Будинок чоловічої гімназії                            | 1910 рік         | пров. Андріївський, 29   | 11 травня 1999 року  |            |
| 5  | Перший особняк Івана Проскурякова                     | кінець ХІХ ст.   | пров. Вчительський, 6    | 11 травня 1999 року  |            |
| 6  | Особняк Михайла Проскурякова                          | кінець ХІХ ст.   | вул. Вчительська, 46     | 11 травня 1999 року  |            |
| 7  | Другий особняк Івана Проскурякова                     | кінець ХІХ ст.   | вул. Вчительська, 39     | 11 травня 1999 року  |            |
| 8  | Будинок жіночої гімназії                              | початок ХХ ст.   | вул. Університетська, 12 | 11 травня 1999 року  |            |
| 9  | Будинок лікаря Титова                                 | 1870 рік         | вул. Університетська, 9  | 11 травня 1999 року  |            |
| 10 | Особняк Михайловського                                | початок ХХ ст.   | вул. Університетська, 18 | 11 травня 1999 року  |            |
| 11 | Дім купецьких зібрань                                 | 1913-1914 рік    | вул. Університетська, 60 | 11 травня 1999 року  |            |
| 12 | Особняк Залеського                                    | кінець ХІХ ст.   | вул. Поштова, 53         | 11 травня 1999 року  |            |
| 13 | Особняк Гор'є                                         | кінець ХІХ ст.   | вул. Поштова, 25         | 11 травня 1999 року  |            |
| 14 | Контора заводу «Дзевульського і Лянге»                | 1893 рік         | вул. Вокзальна, 2е       | 11 травня 1999 року  |            |
| 15 | Горновий корпус фаянсового заводу Кузнецова та Ессена | 1899 рік         | вул. Добровольського, 32 | 11 травня 1999 року  |            |
| 16 | Приміщення міщанської управи                          | 1910 кік         | вул. Центральна, 3а      | 11 травня 1999 року  |            |
| 17 | Будинок міської прокуратури                           | 1910 рік         | вул. Центральна, 3в      | 11 травня 1999 року  |            |
| 18 | Особняк Рабіновича                                    | 1850 рік         | вул. Центральна, 32      | 11 травня 1999 року  |            |
| 19 | Контора Слов'янської міської товарної станції         | 1900             | вул. Центральна, 46      | 11 травня 1999 року  |            |
| 20 | Вілла «Мрія»                                          | 1900             | вул. Коха, 1             | 11 травня 1999 року  |            |
| 21 | Бальнеофізіотерапевтична лікарня                      | 1929-1930 рік    | вул. Пушкінська, 1       | 11 травня 1999 року  |            |
| 22 | Парк Слов'янського курорту                            | середина ХІХ ст. | Слов'янський курорт      | 11 травня 1999 року  |            |
| 23 | Каплиця Залеських                                     | 1902 рік         | Староміське кладовище    | 11 травня 1999 року  |            |
| 24 | Свято-Олександро-Невський кафедральний собор          | 1897 рік         | площа Привокзальна, 17   | 28 грудня 1983 року  |            |
| 25 | Воскресенська церква                                  | 1775 рік         | вул. Сользаводська, 8    | 11 травня 1999 року  |            |
| 26 | Будинок Александрова                                  | 1905-1911 роки   | вул. Тараса Шевченка, 4  | 11 травня 1999 року  |            |
| 27 | Комерційне 7-класне училище                           | 1909 рік         | вул. Ярослава Мудрого, 4 | 11 травня 1999 року  |            |
| 28 | Лікувальний корпус Слов'янського курорту              | 1901 рік         | вул. Павлова, 3          | 11 травня 1999 року  |            |
| 29 | Вілла «Марія»                                         | 1905 рік         | вул. Банківська, 31б     | 11 травня 1999 року  |            |

## Історична забудова, що пропонується до взяття на облік
| №  | Назва об'єкта                  | Датування                                       | Адреса                   | Зображення                  |
| -- | ------------------------------ | ----------------------------------------------- | ------------------------ | --------------------------- |
| 1  | Будинок Смірнова               | 1900 рік                                        | вул. Банківська, 70      |                             |
| 2  | Магазин Смірнова               | 1900 рік                                        | вул. Банківська, 72      |                             |
| 3  | Будинок Арцибашева             | 1850-ті роки                                    | вул. Вчительська, 21     |                             |
| 4  | Приватний будинок              | 1850-ті роки                                    | вул. Вчительська, 30а    |                             |
| 5  | Їдальня АІЗ                    | 1950-ті роки                                    | вул. Добровольського, 7  |                             |
| 6  | Комерційна будівля             | 1970-ті роки                                    | вул. Довровольського, 7  |                             |
| 7  | Особняк Залеського             | кінець ХІХ ст.                                  | вул. Поштова, 55         | Приміщення на другому плані |
| 8  | Будівля санопідемстанції       | 1890-ті роки                                    | вул. Свободи, 10         |                             |
| 9  | Житловий будинок               | 1980-ті роки                                    | вул. Свободи, 13         |                             |
| 10 | Монополія Крона                | 1892 рік                                        | вул. Торська, 67         |                             |
| 11 | Житловий будинок               | 1930-ті роки                                    | вул. Університетська, 7  |                             |
| 12 | Будинок Грушка                 | 1890-ті роки                                    | вул. Університетська, 47 |                             |
| 13 | Будинок зі шпилем              | 1954 рік                                        | вул. Університетська, 59 |                             |
| 14 | Житловий будинок               | 1911 рік                                        | вул. Центральна, 23      |                             |
| 15 | Старий корпус хімтехнікуму     | 1911 рік (знищений 26 серпня 2022 року          | вул. Центральна, 41      |                             |
| 16 | Житловий будинок               | 1930-ті роки                                    | вул. Тараса Шевченка, 3  |                             |
| 17 | Комплекс будинків Александрова | 1905-1911 роки                                  | вул. Тараса Шевченка, 4г |                             |
| 18 | Будинок Ж.Б.К                  | 1890-ті роки                                    | вул. Тараса Шевченка, 16 |                             |
| 19 | Житловий булинок               | 1950-ті роки (зруйнований 26 вересня 2022 року) | вул. Тараса Шевченка, 19 |                             |
| 20 | Будинок Полеха                 | 1890-ті роки                                    | вул. Шовковична, 3       |                             |
| 21 | Гуртожиток хімтехнікуму        | 1917 рік                                        | вул. Шовковична, 16      |                             |
| 22 | Грязелікарня                   | 1976 рік                                        | Слов'янський курорт      |                             |
| 23 | Грязесховище                   | 1976 рік                                        | Слов'янський курорт      |                             |